# Colin Farrell
Colin James Farrell (* 31. května 1976, Dublin, Irsko) je irský herec. Je držitelem několika ocenění a nominací, včetně dvou Zlatých glóbů a nominace na Oscara. V roce 2020 jej deník The Irish Times jmenoval pátým nejlepším irským filmovým hercem a v roce 2023 byl časopisem Time zařazen na seznam 100 nejvlivnějších lidí světa.
Farrell začal s herectvím v dramatickém seriálu Ballykissangel (1998) stanice BBC a svůj filmový debut zaznamenal v dramatu Válečná zóna (1999). Jeho první hlavní filmová role byla ve válečném dramatu Tábor tygrů (2000) a prosadil se ve sci-fi filmu Minority Report (2002) režiséra Stevena Spielberga. Později se objevil v několika vysoce profilovaných rolích jako Bullseye v akčním filmu Daredevil (2003) a jako Alexandr Veliký v dramatu Alexander Veliký (2004), další hlavní role pak ztvárnil ve filmu Miami Vice (2006) režiséra Michaela Manna a ve filmu Kasandřin sen (2007) režiséra Woodyho Allena.
Uznání si vysloužil za roli začínajícího nájemného vraha v komedii V Bruggách (2008) režiséra Martina McDonagha a za svůj výkon získal Zlatý glóbus. Poté ztvárnil řadu hlavních rolí v komedii Šéfové na zabití (2011), sci-fi filmu Total Recall (2012), dramatu Zachraňte pana Bankse (2013), černých komediích Sedm psychopatů (2012), Humr (2015) a Zabití posvátného jelena (2017), thrilleru Oklamaný (2017) a fantasy filmech Fantastická zvířata a kde je najít (2016) a Dumbo (2019). Účinkoval také ve druhé řadě detektivního seriálu Temný případ (2015) společnosti HBO.
V roce 2022 si zahrál Penguina v akčním filmu Batman a získal uznání za své role ve sci-fi dramatu After Yang, survival filmu Třináct životů a dramatu Víly z Inisherinu režiséra Martina McDonagha. Za roli naivního Ira v posledním zmíněném filmu získal Volpi Cup za nejlepšího herce, druhý Zlatý glóbus a nominaci na Oscara za nejlepšího herce.

## Mládí
Narodil se 31. května 1976 v irském Dublinu do rodiny Rity a Eamona Farrellových. Má dvě sestry Claudine (jeho osobní asistentka) a Catherine a bratra Eamon Jr. Od mládí byl veden ke sportu zejména díky svému otci, který hrál profesionálně fotbal. Tímto směrem se nakonec Farrell nevydal kvůli své sestře, která začala studovat herectví a Colina tak silně ovlivnila.

## Herecká kariéra
První zkušenosti před kamerou získal až po studiu, kdy se objevil v seriálech Falling for a Dancer a Ballykissangel. Jako odrazový můstek mu poté posloužilo londýnské divadlo Donmar Warehouse, kde se Farrell objevoval a následně si jej zde všiml známý hollywoodský herec Kevin Spacey, který mu nabídl roli ve snímku Rafinovaný zloděj (Ordinary Decent Criminal). Film nesplnil Farrellova očekávání, ale dal mu zkušenosti pro další směřování.
Jeho šance přišla koncem devadesátých let, kdy si jej vybral pro svůj film známý režisér Joel Schumacher a Farrella obsadil do hlavní role filmu Tábor tygrů (Tigerland). Film měl premiéru roku 2000 a i přes rozporuplné reakce Farrell natolik zaujal, že si vysloužil cenu od bostonských kritiků. To mu otevřelo cestu k dalším nabídkám, kdy se postupně objevil ve filmech Psanci Ameriky (American Outlaws), Hartova válka (Hart's war), Minority report a Telefonní budka (Phone boot). Právě rok 2002, kdy se Farrell objevil ve filmech Hartova válka, Minority report a Telefonní budka, byly pro kariéru dosud skrytého talentu zlomové. V Hartově válce po boku Bruce Willise exceloval a i přes komerční nezdar filmu byl Farrell oceňován za svůj výkon. Na to navázaly role v komerčním hitu Minority report s Tomem Cruisem pod taktovou Stevena Spielberga a poté herecký koncert v Schumacherově Telefonní budce. Právě rok 2001 tak byl pro Farrella rokem, kdy se dostal na výsluní hollywoodu a stal se světově známou osobností.
V dalších letech Farrel pokračoval v rozvoji své kariéry střídal se po boku hvězd stříbrného plátna. V roce 2003 to byl například Al Pacino ve filmu Test (The Recruit), Ben Affleck ve filmu Daredevil nebo Samuel L. Jackson ve filmu S.W.A.T. - Jednotka rychlého nasazení V letech 2004, 2005 to poté byly velkofilmy Alexander Veliký (Alexander) Olivera Stona a Nový svět (The New World) Terrence Malicka. Svého prvního ocenění se dočkal v roce 2009, kdy dostal Zlatý glóbus za roli ve filmu V Bruggách.

## Osobní život
V roce 2001 se oženil s Amelie Warner, jejich manželství však trvalo pouhé 4 měsíce. Amelie Warner později prohlásila, že svatba nebyla legální.
Rok poté žil se spisovatelkou Emmou Forrest, která jejich soužití popsala v knize Your Voice In My Head. Emma Forrest také uvedla, že spolu plánovali dítě, než se s ní herec rozešel.
V letech 2002–2003 žil s britskou modelkou Kim Bordenave, s kterou se mu v roce 2003 v Los Angeles narodil syn James Padraig Farrell. Později Farrell oznámil, že syn trpí Angelmanovým syndromem, neboli genetickou poruchou, jež opozdila intelektuální vývoj dítěte.
Poslední partnerkou, se kterou Farrell trvale žil je Alicja Bachleda-Curus. Žili spolu od roku 2009 do roku 2010 a mají spolu syna Henry Tadeusz Farrell, který se narodil v roce 2009.

## Filmografie

### Film
| Rok  | Název                                 | Role                            | Poznámky |
| ---- | ------------------------------------- | ------------------------------- | -------- |
| 1997 | Ropná dieta                           | Click                           |          |
| 1999 | Válečná zóna                          | Nick                            |          |
| 2000 | Rafinovaný zloděj                     | Alec                            |          |
| 2000 | Tábor tygrů                           | Roland Bozz                     |          |
| 2001 | Psanci Ameriky                        | Jesse James                     |          |
| 2002 | Hartova válka                         | Thomas W. Hart                  |          |
| 2002 | Minority Report                       | Danny Witwer                    |          |
| 2002 | Telefonní budka                       | Stu Shepard                     |          |
| 2003 | Veronica Guerin                       | potetovaný kluk                 |          |
| 2003 | Daredevil                             | Bullseye                        |          |
| 2003 | Test                                  | James Douglas Clayton           |          |
| 2003 | S.W.A.T. – Jednotka rychlého nasazení | Jim Street                      |          |
| 2003 | Intermission                          | Lehiff                          |          |
| 2004 | Tři do páru                           | Bobby Morrow (1982)             |          |
| 2004 | Alexander Veliký                      | Alexander Veliký                |          |
| 2005 | Nový svět                             | kapitán John Smith              |          |
| 2006 | Miami Vice                            | detektiv James „Sonny“ Crockett |          |
| 2006 | Zeptej se prachu                      | Arturo Bandini                  |          |
| 2007 | Kasandřin sen                         | Terry                           |          |
| 2008 | Kicking It                            | vypravěč                        | dokument |
| 2008 | Hrdost a sláva                        | Jimmy Egan                      |          |
| 2008 | V Bruggách                            | Ray                             |          |
| 2009 | Ondine                                | Syracuse                        |          |
| 2009 | Oči války                             | Mark Walsh                      |          |
| 2009 | Crazy Heart                           | Tommy Sweet                     |          |
| 2009 | Imaginárium dr. Parnasse              | Tony (Třetí transformace)       |          |
| 2010 | Útěk ze Sibiře                        | Valka                           |          |
| 2010 | Londýnský gangster                    | Harry Mitchel                   |          |
| 2011 | Šéfové na zabití                      | Bobby Pellitt                   |          |
| 2011 | Noc hrůzy                             | Jerry Dandrige                  |          |
| 2012 | Total Recall                          | Douglas Quaid / Karl Hauser     |          |
| 2012 | Sedm psychopatů                       | Marty Faranan                   |          |
| 2013 | Pomsta mrtvého muže                   | Victor                          |          |
| 2013 | Království lesních strážců            | Ronin (hlas)                    |          |
| 2013 | Zachraňte pana Bankse                 | Travers Robert Goff             |          |
| 2014 | Zimní příběh                          | Peter Lake                      |          |
| 2014 | Slečna Julie                          | John                            |          |
| 2015 | Humr                                  | David                           |          |
| 2015 | V mysli vraha                         | Charles Ambrose                 |          |
| 2016 | Fantastická zvířata a kde je najít    | Gellert Grindewald              |          |
| 2017 | Zabití posvátného jelena              | Steven Murphy                   |          |
| 2017 | Oklamaný                              | John McBurney                   |          |
| 2017 | Roman J. Israel, Esq.                 | George Pierce                   |          |
| 2018 | Vdovy                                 | Jack Mulligan                   |          |
| 2019 | Dumbo                                 | Holt Farrier                    |          |
| 2019 | Gentlemani                            | trenér                          |          |
| 2020 | Ava: Bez soucitu                      | Simon                           |          |
| 2021 | After Yang                            | Jake                            |          |
| 2021 | Voyagers - Vesmírná mise              | Dr. Richard Alling              |          |
| 2022 | Batman                                | Oswald Cobblepot / Tučňák       |          |
| 2022 | Třináct životů                        | John Volanthen                  |          |
| 2022 | Víly z Inisherinu                     | Pádraic Súilleabháin            |          |

### Televize
| Rok       | Název                   | Role                      | Poznámky                             |
| --------- | ----------------------- | ------------------------- | ------------------------------------ |
| 1998–1999 | Ballykissangel          | Danny Byrne               | 18 dílů                              |
| 1998      | Falling for a Dancer    | Daniel McCarthey          | 4 díly                               |
| 2003      | Doggy Fizzle Televizzle | Sám sebe                  | díl: „Pilot“                         |
| 2004      | Saturday Night Live     | Sám sebe/moderátor        | díl: „Colin Farrell/Scissor Sisters“ |
| 2005      | Scrubs: Doktůrci        | Billy Callahan            | díl: „Moje štístko“                  |
| 2015      | Temný případ            | detektiv Ray Velcoro      | 8 dílů                               |
| 2021      | Severní vody            | Henry Drax                | minisérie; 5 dílů                    |
| 2024      | Tučňák                  | Oswald Cobblepot / Tučňák | minisérie, hlavní role               |